# Maxwell Bentley
Pour les articles homonymes, voir Bentley.
Temple de la renommée : 1966
Maxwell Herbert Lloyd Bentley (né le 1er mars 1920 à Delisle, dans la Saskatchewan au Canada - mort le 19 janvier 1984 à Saskatoon dans la Saskatchewan au Canada) est un joueur professionnel canadien de hockey sur glace qui évolue au poste de centre. Il joue pour les Black Hawks de Chicago, les Maple Leafs de Toronto et les Rangers de New York de la Ligue nationale de hockey au cours d'une carrière professionnelle et amateur qui s'étale sur vingt ans. Il termine meilleur pointeur de la LNH à deux reprises et remporte en 1943 le Trophée Lady Byng, décerné au joueur considéré comme ayant le meilleur esprit sportif tout en conservant des performances remarquables, puis en 1946 le Trophée Hart, remis au meilleur joueur de la saison. Il prend part à quatre Matchs des étoiles et est nommé deux fois au sein d'une des équipes d'étoiles.
Bentley est l'un d'une fratrie de six joueurs de hockey sur glace, et à un moment joue avec quatre de ses frères pour les Miners de Drumheller de l'Alberta Senior Hockey League. En 1942-1943, Avec ses frères Doug et Reg, il marque l'histoire de la LNH en formant la première ligne d'attaque de la ligue composée de trois frères. Il joue cinq saisons à Chicago avec Doug avant d'être envoyé en 1947 aux Maple Leafs lors d'une des transactions les plus importantes de l'époque. Bentley remporte la Coupe Stanley trois fois avec Toronto puis dispute sa dernière saison en LNH avec les Rangers en 1953-1954. Il retourne ensuite dans sa province natale où il finit sa carrière à Saskatoon. Considéré comme l'un des meilleurs joueurs de son époque, Bentley est intronisé au Temple de la renommée du hockey en 1966.

## Biographie

### Jeunesse et début de carrière
Max Bentley est né le 1er mars 1920 à Delisle, dans la province de la Saskatchewan au Canada. Il est le plus jeune de six garçons et un d'une famille de treize enfants. Son père Bill est un natif du Yorkshire en Angleterre ayant émigré aux États-Unis lorsqu'il est enfant. Il devient un champion de patinage de vitesse dans le Dakota du Nord avant de s'établir à Delisle. Devenu maire, il aide à la construction de la patinoire couverte de la ville. Tous les enfants des Bentleys sont des athlètes, les frères jouant tous au hockey. Bill Bentley est convaincu que chacun de ses fils a le niveau pour évoluer en Ligue nationale de hockey (souvent désigné par le sigle LNH). Cependant, les responsabilités dans la ferme familiale font que les quatre aînés disputent la majeure partie de leur carrière dans les ligues amateurs des Prairies canadiennes.
Son père apprend à Max à jouer au hockey à leur ferme, où le patriarche de la famille croit que les tâches quotidiennes donnent à ses enfants la force pour des tirs puissants. Il lui apprend également à utiliser sa vitesse pour échapper aux joueurs plus imposants physiquement, lui ne pesant que 72 kg une fois grandi. Il joue deux ans à Rosetown entre 1935 et 1937, où il termine meilleur pointeur de la ligue intermédiaire de la Saskatchewan. Au cours de cette période, il prend part à un camp d'essai des Bruins de Boston. Convaincu qu'il est trop petit pour évoluer en LNH, ils le renvoient chez lui. Bentley se rend ensuite à Montréal pour un essai avec les Canadiens. L'équipe lui conseille de consulter un docteur. Celui-ci lui indique qu'il a une condition cardiaque et que, s'il n'arrête pas de jouer, il sera mort d'ici un an. Bentley décide de continuer de jouer mais devient hypocondriaque suivant le diagnose. Il se plaint constamment de maux, douleurs et malaises, et, gardant avec lui un nombre important de médicaments, il devient connu comme une « pharmacie ambulante ». En 1937, il rejoint les Miners de Drumheller de l'Alberta Senior Hockey League. Évoluant avec ses frères Roy et Wyatt sur la même ligne, il mène la ligue en termes de points. Le trio est rejoint la saison suivante par leurs frères Doug et Reg. Lorsqu’ils ne jouent pas, la fratrie opère une station essence située dans la ville. En 1938-1939, Max joue avec les Quakers de Saskatoon de la Saskatchewan Senior Hockey League.

### Les Black Hawks de Chicago
En 1940, Les Black Hawks de Chicago invite Max Bentley à leur camp d'entraînement sur les recommandations de son frère Doug, qui les a rejoints l'année précédente. Bentley impressionne Paul Thompson, l'entraîneur des Black Hawks, mais est finalement assigné à leur club-école, les Reds de Providence de la Ligue américaine de hockey. Après une bonne période avec les Reds, il est rappelé par Chicago. Il dispute sa première rencontre en LNH le 21 novembre contre les Bruins puis inscrit son premier but le 1er décembre suivant face aux Rangers de New York. En janvier, Bentley est envoyé dans la seconde équipe affiliée à Chicago, les Americans de Kansas City de l'Association américaine de hockey, afin de gagner de l'expérience, un assignement qu'il refuse dans un premier temps. L'entraîneur des Americans Johnny Gottselig le convainc de rapporter au club pour lequel il dispute cinq parties avant que des blessures amènent Chicago à demander un renfort. Gottselig envoie Bentley, celui-ci finissant la saison en LNH.
Au cours de sa troisième saison en LNH en 1942-1943, il se classe troisième pointeur de la ligue avec 70 points, trois de moins que Doug, le meilleur marqueur de la saison. Le 28 janvier, il égale le record de buts marqués au cours d'une période, avec quatre réalisations lors de la troisième période d'un succès 10-1 sur les Rangers. Durant cette même partie, il ajoute trois aides et, avec sept, égale le record de points en un match de l'époque, établi par Carl Liscombe plus tôt dans la saison. Pénalisé une seule fois durant l'année, il est choisi pour le Trophée Lady Byng décerné au joueur considéré comme ayant le meilleur esprit sportif tout en conservant des performances remarquables.
En raison de la Seconde Guerre mondiale, tous les effectifs des équipes de la LNH sont décimés. Les Black Hawks cherchant de nouveaux joueurs, Max et Doug convainquent la franchise de recruter leur frère Reg. Le trio marquent l'histoire de la ligue le 1er janvier 1943, lorsqu'ils deviennent la première ligne composée de trois frères de la LNH. Deux jours plus tard, Max et Doug font les passes sur le premier et seul but de Reg, la seule fois dans l'histoire de la ligue que trois membre d'une même famille inscrivent tous les points sur un but. Alors que Max et Doug sont des joueurs établis, Reg ne joue que onze parties en LNH.
La carrière de Bentley est interrompu en 1943 lorsqu'il s'engage dans le Canadian Infantery Corps. Il est stationné brièvement à Victoria en Colombie-Britannique où il finit la saison 1942-1943 avec la Navy de Victoria. Il est ensuite basé pendant deux ans à Calgary et évolue avec l'équipe de la Currie Army dans les ligues militaires canadiennes. Il se classe meilleur buteur et pointeur de la Calgary National Defense Hockey League en 1943-1944.
Une fois la guerre terminée, il retourne avec les Black Hawks et est réuni avec Doug, les deux étant rejoint sur leur ligne par Bill Mosienko. Le trio, tous de petite taille et particulièrement rapide, est surnommé la « Pony Line » et prouve être l'une des lignes les plus offensives de la ligue. Meilleur marqueur de la LNH avec 61 points, Max se voit remettre le Trophée Hart du meilleur joueur de la saison, le premier décerné à un joueur des Black Hawks. Il devance Gaye Stewart au vote. Il est aussi nommé dans la première équipe d'étoiles de la LNH.
Bentley termine de nouveau meilleur pointeur en 1946-1947 avec 72 points. Il remporte le titre lors de la dernière soirée de la saison, finissant avec une longueur d'avance sur Maurice Richard des Canadiens. Il devient le troisième joueur de la LNH à être meilleur pointeur deux années de suite, après Charlie Conacher et Sweeney Schriner. Il est nommé dans la seconde équipe d'étoiles. Précédant la saison 1947-1948, Bentley dispute le premier Match des étoiles de la LNH, prenant part à la victoire 4-3 de l'équipe d'étoiles de la ligue sur les Maple Leafs de Toronto et inscrivant un but.

### Les Maple Leafs de Toronto
« It is the biggest deal in NHL hockey in a long, long time and only goes to emphasize the worth of such a player as Bentley and puts him on a very high plane. »
— Clarence Campbell
Trois Semaines et six parties jouées dans la saison 1946-1947, les Maple Leafs complètent un accord pour obtenir Bentley. Le 2 novembre 1947, il est envoyé à Toronto avec Cyril Thomas en échange de Gus Bodnar, Norman « Bud » Poile, Gaye Stewart, Ernie Dickens et Bob Goldham. La transaction provoque une onde de choc dans la ligue. Les cinq joueurs envoyés à Chicago forment une équipe de départ; le président de la LNH Clarence Campbell déclare être étonné par la transaction et la range avec l'acquisition de King Clancy par les Maple Leafs en 1930 comme l'une des transactions les plus importantes de l'histoire de la ligue. L'échange est toujours discuté quelques semaines plus tard alors que les observateurs à travers la ligue tentent de déterminer quelle équipe a reçu le meilleur arrangement. Bentley est tout d'abord déçu de quitter son frère à Chicagomais s'adapte rapidement à Toronto où il devient immédiatement populaire.
Avec les Maple Leafs, il tente de remporter un troisième titre consécutif de meilleur pointeur. Il se classe finalement cinquième avec cinquante-quatre points, sept de moins que le meneur de la ligue Elmer Lachdes Canadiens. Les Leafs terminent premiers de la saison régulière avant de remporter la Coupe Stanley en dominant en finale les Red Wings de Détroit quatre victoires à aucune. Bentley est alors ravi, déclarant : « I waited a long time for this. A Stanley Cup championship at last,! »
Bentley et les Maple Leafs se trouvent en difficultés lors de la saison régulière 1948-1949. Il n'inscrit que quarante-et-un points — trente-et-un de moins que deux saisons auparavant — tandis que Toronto se classe quatrième sur six équipes,. Les Maple Leafs se reprennent durant les séries éliminatoires et atteignent la finale où ils battent les Red Wings en quatre manches pour la seconde année de suite et remportent leur troisième Coupe Stanley consécutive.
La série de Coupes des Maple Leafs arrive à une fin en 1949-1950 alors que Bentley montre une légère amélioration offensivement, terminant meilleur buteur de l'équipe avec vingt-trois réalisations. Il envisage alors de se retirer et de retourner en Saskatchewan, mais choisit éventuellement de retourner à Toronto pour l'année 1950-1951. Il finit la saison avec des totaux nettement améliorés, se classant troisième de la ligue avec soixante-deux points, derrière Maurice Richard et Gordie Howe qui établit alors un nouveau record avec quatre-vingt-six points. Les Leafs affrontent en finale les Canadiens qu'ils dominent quatre victoires à une. Bentley inscrit treize points et termine meilleur pointeur des séries à égalité avec Richard.
Après avoir fini la saison 1951-1952 avec quarante-et-un points, Bentley contemple son futur dans le hockey. Il réfléchit à la possibilité d'entraîner les Stampeders de Calgary de la Western Hockey League (souvent désigné par le sigle WHL) et déclare son désir de jouer de nouveau avec son frère Doug, mais finalement retrouve les Maple Leafs. Il dispute seulement trente-six parties en 1952-1953 après avoir souffert une blessure au dos. Il atteint cependant la barre des cinq cents points en carrière le 5 novembre 1952, avec deux buts face aux Rangers.

### Fin de carrière
Pour la saison 1953-1954, les Rangers de New York offrent à Max et Doug Bentley l'opportunité de jouer de nouveau ensemble, obtenant les deux joueurs contre de l'argent durant l'été. Max termine avec trente-deux points en cinquante-quatre parties tandis que Doug n'en dispute que vingt. Les droits de Max Bentley sont rendus aux Maple Leafs à l'automne 1954 lorsqu'il refuse de rapporter aux Rangers pour la saison 1954-1955. Des Leafs, il demande un contrat de 20 000 $ CAN, plus que l'équipe n'est prête à payer. Il est alors placer sur la liste des joueurs suspendus par Toronto. Bentley exprime son désir de quitter la LNH et de jouer pour les Quakers de Saskatoon de la WHL, pour lesquels Doug est devenu entraîneur, et tente d'acheter sa sortie de l'équipe. Les Maple Leafs éventuellement supportent sa demande et le laisse libre. Au moment de quitter la LNH, il est, avec deux cent quarante-cinq buts, le second meilleur buteur de la ligue parmi les joueurs actifs, derrière Maurice Richard.
Il rejoint les Quakers en novembre 1954, à la grande excitation de Saskatoon. Bentley termine la saison avec quarante-et-un points en quarante parties. Il commence la saison 1955-1956 avec Saskatoon mais se retire le 15 novembre en raison de problèmes de dos récurrents. Trois ans plus tard, il retrouve de nouveau le niveau professionnel avec les Quakers. Il dispute sa dernière partie le 21 mars 1959 face aux Warriors de Winnipeg, ces derniers comptant dans leur rang son ancien coéquipier Mosienko qui joue lui sa millième rencontre professionnelle.
En 1956, Max et Doug Bentley se joignent dans la gestion de hockey lorsqu'ils lancent à Saskatoon une nouvelle équipe de la Ligue de hockey junior de la Saskatchewan, Max étant l'entraîneur durant les deux premières saisons,. Durant l'hiver 1961, il propose ses services pour diriger les Canucks de Vancouver de la WHL. L'année suivante, il devient entraîneur-joueur des Stars de Burbank de la California Hockey League. Son fils Lynn et son neveu Bev jouent à ses côtés à Burbank tandis que Doug Bentley est l'entraîneur-joueur d'une équipe rivale, les Gulls de Long Beach.
Max Bentley est intronisé au Temple de la renommée du hockey en 1966, deux ans après son frère Doug. Un an plus tard, ils sont tous les deux admis au temple de la renommée des sports de leur province natale, le Saskatchewan Sports Hall of Fame. En 1998, le magazine The Hockey News classe Max quarante-huitième dans sa liste des cent meilleurs joueurs de l'histoire de la LNH. En 2012, Max et Doug font partie de la promotion inaugurale du Saskatchewan Hockey Hall of Fame.

### Style de jeu
Max Bentley est connu pour sa vitesse et ses talents de passeur et de maniement du palet. Il apprend le hockey avec ses frères qui le pratiquent dans les rues en l'été et sur la glace durant l'hiver. Le père de Bentley fait une piste de glace de la longueur réglementaire d'une patinoire de la LNH mais plus étroite, forçant les garçons à développer la capacité de contrôler le palet tout en faisant des virages rapides et difficiles pour atteindre la cage de but. Il est surnommé le « Dipsy Doodle Dandy from Delisle » en référence à sa capacité de contourner ses adversaires qui n'ont d'autres choix pour l'arrêter que le jeu physique. Bentley est capable de marquer de n'importe quel angle, une capacité qui surprend même son frère Doug. Le dirigeant de hockey Bill Hunter dit de Bentley qu'il est « un joueur de hockey phénoménal, un artiste absolu avec le palet ». Les joueurs adverses utilisent occasionnellement son hypocondrie contre lui en faisant des remarques sur la manière dont il semble être afin de le distraire durant la partie.

### Vie privée
En plus du hockey, Max Bentley et ses frères jouent au baseball. Représentant leur ville natale de Delisle, ils disputent des tournois régionaux qu'ils remportent régulièrement. Dans les années 1950, il est membre des Gems de Saskatoon de la Western Canada Senior League. Il pratique également au curling, jouant régulièrement avec les membres de sa famille,. Lorsqu'il ne pratique pas de sport, Max Bentley passe l'essentiel de son temps dans la ferme familiale près de Delisle, où les Bentleys y élèvent du bétail et cultive du blé.
Max Bentley et son épouse Betty ont deux fils, Lynn et Gary. Lynn, un sportif accompli, se voit proposer des contrats par les Maple Leafs et les Kings de Los Angeles qu'il refuse. Max et son épouse vivent à Delisle jusqu'en 1982 puis s'installent à Saskatoon où il est chargé de la maintenance d'un complexe résidentiel. Il y décède le 19 janvier 1984 à l'âge de soixante-trois ans.

## Statistiques
| Saison     | Équipe                   | Ligue      |     | Saison régulière | Saison régulière | Saison régulière | Saison régulière | Saison régulière |    | Séries éliminatoires | Séries éliminatoires | Séries éliminatoires | Séries éliminatoires | Séries éliminatoires |
| Saison     | Équipe                   | Ligue      | PJ  | B                | A                | Pts              | Pun              | PJ               | B  | A                    | Pts                  | Pun                  |                      |                      |
| 1936-1937  | Red Wings de Rosetown    | SIHA       |     |                  |                  |                  |                  |                  |    |                      |                      |                      |                      |                      |
| 1937-1938  | Miners de Drumheller     | ASHL       | 26  | 28               | 15               | 43               | 10               | 5                | 7  | 1                    | 8                    | 2                    |                      |                      |
| 1938-1939  | Miners de Drumheller     | ASHL       | 32  | 29               | 24               | 53               | 16               | 6                | 5  | 3                    | 8                    | 6                    |                      |                      |
| 1939-1940  | Quakers de Saskatoon     | SSHL       | 31  | 37               | 14               | 51               | 4                | 4                | 1  | 1                    | 2                    | 2                    |                      |                      |
| 1940-1941  | Reds de Providence       | LAH        | 9   | 4                | 2                | 6                | 0                |                  |    |                      |                      |                      |                      |                      |
| 1940-1941  | Americans de Kansas City | AHA        | 5   | 5                | 5                | 10               | 0                |                  |    |                      |                      |                      |                      |                      |
| 1940-1941  | Black Hawks de Chicago   | LNH        | 36  | 7                | 10               | 17               | 6                | 4                | 1  | 3                    | 4                    | 2                    |                      |                      |
| 1941-1942  | Black Hawks de Chicago   | LNH        | 38  | 13               | 17               | 30               | 2                | 3                | 2  | 0                    | 2                    | 0                    |                      |                      |
| 1942-1943  | Black Hawks de Chicago   | LNH        | 47  | 26               | 44               | 70               | 2                |                  |    |                      |                      |                      |                      |                      |
| 1942-1943  | Navy de Victoria         | NNDHL      |     |                  |                  |                  |                  |                  |    |                      |                      |                      |                      |                      |
| 1942-1943  | Skyhawks de San Diego    | Amical     |     |                  |                  |                  |                  |                  |    |                      |                      |                      |                      |                      |
| 1943-1944  | Currie Army de Calgary   | CNDHL      | 15  | 18               | 13               | 31               | 26               | 2                | 3  | 4                    | 7                    | 0                    |                      |                      |
| 1944-1945  | Currie Army de Calgary   | CNDHL      | 12  | 14               | 14               | 28               | 24               | 3                | 3  | 2                    | 5                    | 0                    |                      |                      |
| 1945-1946  | Black Hawks de Chicago   | LNH        | 47  | 31               | 30               | 61               | 6                | 4                | 1  | 0                    | 1                    | 4                    |                      |                      |
| 1946-1947  | Black Hawks de Chicago   | LNH        | 60  | 29               | 43               | 72               | 12               |                  |    |                      |                      |                      |                      |                      |
| 1947-1948  | Black Hawks de Chicago   | LNH        | 6   | 3                | 3                | 6                | 4                |                  |    |                      |                      |                      |                      |                      |
| 1947-1948  | Maple Leafs de Toronto   | LNH        | 53  | 23               | 25               | 48               | 14               | 9                | 4  | 7                    | 11                   | 0                    |                      |                      |
| 1948-1949  | Maple Leafs de Toronto   | LNH        | 60  | 19               | 22               | 41               | 18               | 9                | 4  | 3                    | 7                    | 2                    |                      |                      |
| 1949-1950  | Maple Leafs de Toronto   | LNH        | 69  | 23               | 18               | 41               | 14               | 7                | 3  | 3                    | 6                    | 0                    |                      |                      |
| 1950-1951  | Maple Leafs de Toronto   | LNH        | 67  | 21               | 41               | 62               | 34               | 11               | 2  | 11                   | 13                   | 4                    |                      |                      |
| 1951-1952  | Maple Leafs de Toronto   | LNH        | 69  | 24               | 17               | 41               | 40               | 4                | 1  | 0                    | 1                    | 2                    |                      |                      |
| 1952-1953  | Maple Leafs de Toronto   | LNH        | 36  | 12               | 11               | 23               | 16               |                  |    |                      |                      |                      |                      |                      |
| 1953-1954  | Rangers de New York      | LNH        | 57  | 14               | 18               | 32               | 15               |                  |    |                      |                      |                      |                      |                      |
| 1954-1955  | Quakers de Saskatoon     | WHL        | 40  | 24               | 17               | 41               | 23               |                  |    |                      |                      |                      |                      |                      |
| 1955-1956  | Quakers de Saskatoon     | WHL        | 10  | 2                | 2                | 4                | 20               |                  |    |                      |                      |                      |                      |                      |
| 1958-1959  | Quakers de Saskatoon     | WHL        | 26  | 6                | 12               | 18               | 2                |                  |    |                      |                      |                      |                      |                      |
| 1962-1963  | Stars de Burbank         | CalHL      |     |                  |                  |                  |                  |                  |    |                      |                      |                      |                      |                      |
| Totaux LNH | Totaux LNH               | Totaux LNH | 646 | 245              | 299              | 544              | 179              | 51               | 18 | 27                   | 45                   | 14                   |                      |                      |

## Honneurs et récompenses
- 1935-1936 : meilleur pointeur de la SIHA
- 1937-1938 : meilleur pointeur de l'ASHL
- 1942-1943 : récipiendaire du Trophée Lady Byng
- 1943-1944 : meilleur buteur et pointeur de la CNDHL
- 1945-1946 : 
  - meilleur pointeur de la LNH
  - récipiendaire du Trophées Hart
  - première équipe d'étoiles de la LNH
- 1946-1947 : 
  - meilleur pointeur de la LNH
  - seconde équipe d'étoiles de la LNH
- 1947-1948 : 
  - retenu pour le 1er Match des étoiles de la LNH
  - champion de la Coupe Stanley avec les Maple Leafs de Toronto
- 1948-1949 :
  - retenu pour le 2e Match des étoiles de la LNH
  - champion de la Coupe Stanley avec les Maple Leafs de Toronto
- 1949-1950 : retenu pour le 3e Match des étoiles de la LNH
- 1950-1951 : champion de la Coupe Stanley avec les Maple Leafs de Toronto
- 1951-1952 : retenu pour le 5e Match des étoiles de la LNH
- 1966 : admis au Temple de la renommée du hockey
- 1967 : admis au Saskatchewan Sports Hall of Fame
- 1998 : nommé le 48e meilleur joueur de l'histoire de la LNH par The Hockey News
- 2012 : admis au Saskatchewan Hockey Hall of Fame
- 2017 : nommé parmi les 100 plus grands joueurs de la LNH à l'occasion du centenaire de la ligue[55]